# 山辺町ふるさと資料館
山辺町ふるさと資料館（やまのべまちふるさとしりょうかん）は、山形県東村山郡山辺町にある資料館である。

## 概要
佐藤清五郎家の敷地に設立した資料館。以前の家を修復し開設した。書画、染物、織物などの郷土資料を展示している。

## 主な展示品
- 浄瑠璃人形（山辺町指定文化財）
- 紅花染め小袖

## 入館料[2]
- 個人
  - 大人 200円、学生（高校生以上） 100円、小・中学生 50円　※未就学児は無料
- 団体（20人以上）
  - 大人 100円、学生（高校生以上） 50円、小・中学生 30円

## 開館時間[2]
- 4月1日〜10月31日
  - 9時30分〜16時30分
- 11月1日〜3月31日
  - 10時00分〜16時00分

## 休館日[2]
- 月曜日
- 国民の祝日[3]
- 年末年始（12月29日〜1月4日）

※臨時休館の場合あり

## アクセス
- 徒歩
  - JR東日本左沢線・羽前山辺駅から5分[4]。

駐車場あり(10台)。